# Margarinotus mirabilis
Margarinotus mirabilis är en skalbaggsart som först beskrevs av Khnzorian 1959.  Margarinotus mirabilis ingår i släktet Margarinotus och familjen stumpbaggar. Inga underarter finns listade i Catalogue of Life.